# Шутов, Виктор Васильевич
Виктор Васильевич Шутов (27 июля 1921, Юзовка — 21 июля 1988) — советский писатель и поэт, член Союза писателей СССР.

## Биография
В конце 1930-х годов занимался в литературном кружке при Сталинском дворце пионеров под руководством сотрудника областной газеты Виктора Сорокина. В нём также занимались Юрий Давидович Левитанский (в дальнейшем поэт и переводчик) и Леонид Израилевич Лиходеев (в дальнейшем писатель и журналист).
Участник советско-финляндской войны 1939—1940 годов.
Участник Великой Отечественной войны с июня 1941 года в составе ПВО. С 1943 года — командир орудия 84-го отдельной зенитно-артиллерийской бригады. Участвовал в обороне и снятии блокады Ленинграда. Демобилизовался в звании старшина.
Прославился не только как самобытный поэт, публицист, но и как подвижник, посвятивший свою творческую жизнь увековечиванию Донецкого подполья времён ВОВ, поиску забытых имён, восстановлению доброго имени людей, ковавших Победу и в подполье, и в тылу.

## Награды
- орден Отечественной войны 1-й степени (11.03.1985)
- орден «Знак Почёта» (24.07.1981)
- медаль «За боевые заслуги» (20.12.1944)
- другие медали

## Память о Викторе Шутове
Почётный гражданин Донецка (звание было присвоено в 1980-е годы). В честь Виктора Васильевича учреждена литературная премия имени В. Шутова.
Есть бюст Шутова работы Юрия Ивановича Балдина.
В честь Виктора Васильевича Шутова названа одна из улиц Донецка.